# Atacazo
Der Stratovulkan Atacazo liegt etwa 25 Kilometer südwestlich der ecuadorianischen Hauptstadt Quito.
Der 4463 Meter hohe Gipfel des Vulkans wird von einer Caldera mit einem Durchmesser von sechs Kilometern beherrscht, in welcher sich drei dazitische Lavadome befinden. Zwei weitere Lavadome liegen an der Südost-Flanke des Vulkans. Während der plinianischen explosiven Ausbrüche vor ungefähr 2300 Jahren ergossen sich pyroklastische Ströme bis zu 35 Kilometer weit in die westlichen Täler. Mit Hilfe der Radiokohlenstoffmethode konnten weitere große Ausbrüche des Vulkans um 6910 v. Chr., 3490 ±100 v. Chr. sowie 2490 ±40 v. Chr. nachgewiesen werden.